# وزارت مدافعه جمهوری تاجیکستان
وزارت مدافعه جمهوری تاجیکستان مقامات مرکزی حاکمتی اجرایی جمهوری تاجیکستان که برای حفظ وطن، تأمین امنیت دولت، صلح ثبات در کشور و تمامیت ارضی آن، تحکیم اقتدار مدافعه دولت، مستحکم کردن ترتیب و انتظام در صفحه قوه‌های مسلح جمهوری تاجیکستان مسئول است.